# 渡辺浩司 (声優)
渡辺 浩司（わたなべ こうじ、2月26日 - ）は、日本の男性声優。千葉県出身。

## 人物
かつては劇団21世紀FOX、ぷろだくしょんバオバブに所属していた。
趣味は映画鑑賞、インターネット。
資格は普通自動車。

## 出演作品

### テレビアニメ
2001年
- ナジカ電撃作戦

2003年
- 犬夜叉（村人、妖怪）
- MOUSE（観客）

2004年
- 陸奥圓明流外伝 修羅の刻（宮本伊織[3]、ナレーション、奇兵隊、隊士、鉄砲隊兵士、道場生、幕軍兵士、藩士、兵、門弟、門兵、若侍）

2007年
- 京四郎と永遠の空（売主生徒）
- Devil May Cry（悪魔、男A、看守、警備員）
- 魔人探偵脳噛ネウロ（ディレクター）

2008年
- あまつき（胡優の兄）
- カオス;ヘッド -CHAOS;HEAD-（リュック男）
- 君が主で執事が俺で（盗賊2）
- 乃木坂春香の秘密（黒犬B）
- バンブーブレード（早見）
- Mnemosyne-ムネモシュネの娘たち-（看護士）
- ワールド・デストラクション 〜世界撲滅の六人〜（救済委員会A、ギャラリー）

2009年
- VIPER'S CREED（アナウンサー）
- RIDEBACK -ライドバック-（警官A、情報官A、通信兵B）

### 劇場アニメ
- 犬夜叉 紅蓮の蓬莱島（2004年、村人）

### ドラマCD
- ちとせげっちゅ!!（2006年）

### 吹き替え

#### 洋画
- クルックリン（スナフィ）
- コラテラル・ダメージ ※フジテレビ版
- 13日の金曜日（ノーラン〈ライアン・ハンセン〉）
- ハイスクール・ミュージカル2（案内係）
- ハリウッドランド
- モテる男のコロし方
- レッスン!（ダンジョウ）
- レッドベルト 傷だらけのファイター

#### 海外ドラマ
- CSI:ニューヨーク

#### 海外アニメ
- アイス・エイジ2（ピーター・デ・シーブ）
- ザ・シンプソンズ MOVIE（マイケル・プリチャード、I・Q・ネイディルバーム・フリンク・ Jr教授） ※劇場公開版